# Frank Lippmann
Frank Lippmann (né le 23 avril 1961 à Dresde en RDA) est un ancien joueur et entraîneur de football allemand (et est-allemand). Il a joué en première division est-allemande, l' Oberliga, pour le Dynamo Dresde. Avec cette équipe, il a remporté la Coupe de la RDA à deux reprises. Après avoir fui l'Allemagne de l'Est en 1986 après un match nommé le miracle de Grotenburg, il a joué pour le 1. FC Nuremberg et le SV Waldhof Mannheim en Bundesliga.